# Стегній Борис Тимофійович
Борис Тимофійович Стегній (нар. 1951) — український науковець, доктор ветеринарних наук, професор, академік Національної академії аграрних наук України, Заслужений діяч науки і техніки України, лауреат Державної премії України в галузі науки і техніки, директор Національного наукового центру «Інститут експериментальної і клінічної ветеринарної медицини».

## Біографія
- 9 серпня 1951 Народився у місті Лебедині Сумської області
- 1967–1971 Студент ветеринарного факультету Маловисторопського сільськогосподарського технікуму, диплом з відзнакою
- 1971 Старший ветеринарний фельдшер колгоспу «Україна» Лебединського району Сумської області
- 1971–1976 Студент ветеринарного факультету Харківського зооветеринарного інституту, диплом з відзнакою
- 1976–1979 Завідувач дільничної ветеринарної лікарні в селі Віри Білопільського району Сумської області
- 1979–1982 Аспірант Українського науково-дослідного інституту експериментальної ветеринарії
- 1982–1983 Молодший науковий співробітник лабораторії біотехнології Українського науково-дослідного інституту експериментальної ветеринарії
- 1982 Захистив кандидатську дисертацію на тему «Криоконсервирование первичных клеточных культур и тканей для вирусологических исследований», рішенням ВАК СРСР присуджено науковий ступінь кандидата ветеринарних наук
- 1983–1985 В. о. старшого наукового співробітника лабораторії біотехнології Українського науково-дослідного інституту експериментальної ветеринарії
- 1985–1996 Старший науковий співробітник лабораторії біотехнології Українського науково-дослідного інституту експериментальної ветеринарії
- 1995 Захистив докторську дисертацію на тему «Биологические свойства и проблемы стабилизации культур клеток животных, используемых в биотехнологии», рішенням ВАК України присуджено науковий ступінь доктора ветеринарних наук
- 1996–2000 Завідувач відділу профілактики хвороб птиці Інституту птахівництва УААН
- 2000–2001 Заступник директора з наукової роботи Інституту експериментальної і клінічної ветеринарної медицини УААН
- 2001 і донині Директор Інституту експериментальної і клінічної ветеринарної медицини УААН (з 2006 — Національного наукового центру «Інститут експериментальної і клінічної ветеринарної медицини»)
- 2001 і донині Головний редактор міжвідомчого тематичного наукового збірника «Ветеринарна медицина»
- 2002 Нагороджений медаллю «Знак пошани» Міністерства аграрної політики України
- 2002 Обраний членом-кореспондентом Української академії аграрних наук
- 2003 Присвоєно вчене звання професора
- 2005 Присвоєно почесне звання «Відмінник аграрної освіти та науки» Міністерства аграрної політики України
- 2006 Присвоєно звання «Заслужений діяч науки і техніки України»
- 2007 Обраний дійсним членом (академіком) Української академії аграрних наук (з 2010 — Національної академії аграрних наук України)
- 2008 Нагороджений відзнакою «За заслуги у розвитку ветеринарної медицини України»
- 2009 Удостоєний Державної премії України в галузі науки і техніки на чолі авторського колективу за розробку «Системи епізоотологічного моніторингу, імунопрофілактики та діагностики високопатогенного грипу в Україні».
- 2009 Отримав подяку Голови Харківської обласної державної адміністрації
- 2010 Нагороджений Почесною грамотою Верховної Ради України